# Актёр второго плана
Актёр второ́го пла́на (англ. Supporting actor) — актёр театра и кино, который исполняет роль второго плана в пьесе или фильме по значимости ниже ведущих актёров (главная роль), но выше эпизодической роли и роли статиста в массовках. Признавая важность и значение этой работы, в театре и киноиндустрии выделяют отдельные награды для лучших актёров второго плана — актёров и актрис.

## Описание
Работа актёров второго плана варьируется от незначительных, до заметных и важных для сюжета ролей. Например — лучшего друга, возлюбленную, напарника (например такого, как Робин в серии произведений Бэтмен), или антагонист (как злодей).
Это иногда характерные роли. В прежние времена, это могли быть этнические стереотипы. Актёры второго плана, как правило, не должны затмевать главные роли и главного актёра или актрисы.

## Награды и номинации
- Премия «Ника» за лучшую мужскую роль второго плана и Премия «Ника» за лучшую роль второго плана
- Премия «Золотой орёл» за лучшую мужскую роль второго плана и Премия «Золотой орёл» за лучшую женскую роль второго плана

Международные премии:
- Премия «Оскар» за лучшую мужскую роль второго плана и Премия «Оскар» за лучшую женскую роль второго плана
- Премия «Эмми» за лучшую мужскую роль второго плана в мини-сериале или фильме
- Премия BAFTA за лучшую мужскую роль второго плана и Премия BAFTA за лучшую женскую роль второго плана
- Премия «Независимый дух» за лучшую мужскую роль второго плана и Премия «Независимый дух» за лучшую женскую роль второго плана
- Премия «Золотой глобус» за лучшую мужскую роль второго плана и Премия «Золотой глобус» за лучшую женскую роль второго плана
- Премия TVyNovelas лучшему актёру второго плана и Премия TVyNovelas лучшей актрисе второго плана
- Премия «Сатурн» лучшему телеактёру второго плана и Премия «Сатурн» лучшей телеактрисе второго плана

А также:
- Премия «Золотая малина» за худшую мужскую роль второго плана и Премия «Золотая малина» за худшую женскую роль второго плана